# Фрауэнберг (Штирия)
Фрауэнберг (нем. Frauenberg (Steiermark)) — коммуна в Австрии, в федеральной земле Штирия.
Входит в состав округа Брук-на-Муре. Население составляет 158 человек (на 1 января 2012 года). Занимает площадь 20,62 км². Официальный код — 60206.

## Политическая ситуация
Бургомистр коммуны — Франц Майзэнбихлер (АНП) по результатам выборов 2010 года.
Совет представителей коммуны (нем. Gemeinderat) состоит из 9 мест.
- АНП занимает 6 мест.
- СДПА занимает 3 места.